# Simon Tabron
Simon Tabron (17 de octubre de 1973) es un deportista británico que compitió en ciclismo en la modalidad de BMX estilo libre. Consiguió catorce medallas en los X Games.

## Medallero internacional
| \| X Games de Verano \| X Games de Verano \| X Games de Verano \| X Games de Verano \| \| Año \| Lugar \| Medalla \| Prueba \| \| ----------------- \| ------------------------------ \| ----------------- \| ------------------ \| \| 1998 \| San Diego (Estados Unidos) \| Medalla de bronce \| Vert \| \| 1999 \| San Francisco (Estados Unidos) \| Medalla de bronce \| Vert \| \| 2002 \| Filadelfia (Estados Unidos) \| Medalla de bronce \| Vert \| \| 2004 \| Los Ángeles (Estados Unidos) \| Medalla de plata \| Vert \| \| 2006 \| Los Ángeles (Estados Unidos) \| Medalla de bronce \| Vert \| \| 2006 \| Los Ángeles (Estados Unidos) \| Medalla de bronce \| Vert – Mejor truco \| \| 2007 \| Los Ángeles (Estados Unidos) \| Medalla de plata \| Vert \| \| 2009 \| Los Ángeles (Estados Unidos) \| Medalla de plata \| Vert \| \| 2010 \| Los Ángeles (Estados Unidos) \| Medalla de bronce \| Vert \| \| 2012 \| Los Ángeles (Estados Unidos) \| Medalla de bronce \| Vert \| \| 2013 \| Barcelona (España) \| Medalla de plata \| Vert \| \| 2014 \| Austin (Estados Unidos) \| Medalla de plata \| Vert \| \| 2015 \| Austin (Estados Unidos) \| Medalla de bronce \| Vert \| \| 2016 \| Austin (Estados Unidos) \| Medalla de plata \| Vert \| |                                |                   |                    |
| X Games de Verano |                                |                   |                    |
| Año | Lugar                          | Medalla           | Prueba             |
| 1998 | San Diego (Estados Unidos)     | Medalla de bronce | Vert               |
| 1999 | San Francisco (Estados Unidos) | Medalla de bronce | Vert               |
| 2002 | Filadelfia (Estados Unidos)    | Medalla de bronce | Vert               |
| 2004 | Los Ángeles (Estados Unidos)   | Medalla de plata  | Vert               |
| 2006 | Los Ángeles (Estados Unidos)   | Medalla de bronce | Vert               |
| 2006 | Los Ángeles (Estados Unidos)   | Medalla de bronce | Vert – Mejor truco |
| 2007 | Los Ángeles (Estados Unidos)   | Medalla de plata  | Vert               |
| 2009 | Los Ángeles (Estados Unidos)   | Medalla de plata  | Vert               |
| 2010 | Los Ángeles (Estados Unidos)   | Medalla de bronce | Vert               |
| 2012 | Los Ángeles (Estados Unidos)   | Medalla de bronce | Vert               |
| 2013 | Barcelona (España)             | Medalla de plata  | Vert               |
| 2014 | Austin (Estados Unidos)        | Medalla de plata  | Vert               |
| 2015 | Austin (Estados Unidos)        | Medalla de bronce | Vert               |
| 2016 | Austin (Estados Unidos)        | Medalla de plata  | Vert               |